# Католицизм в Словакии

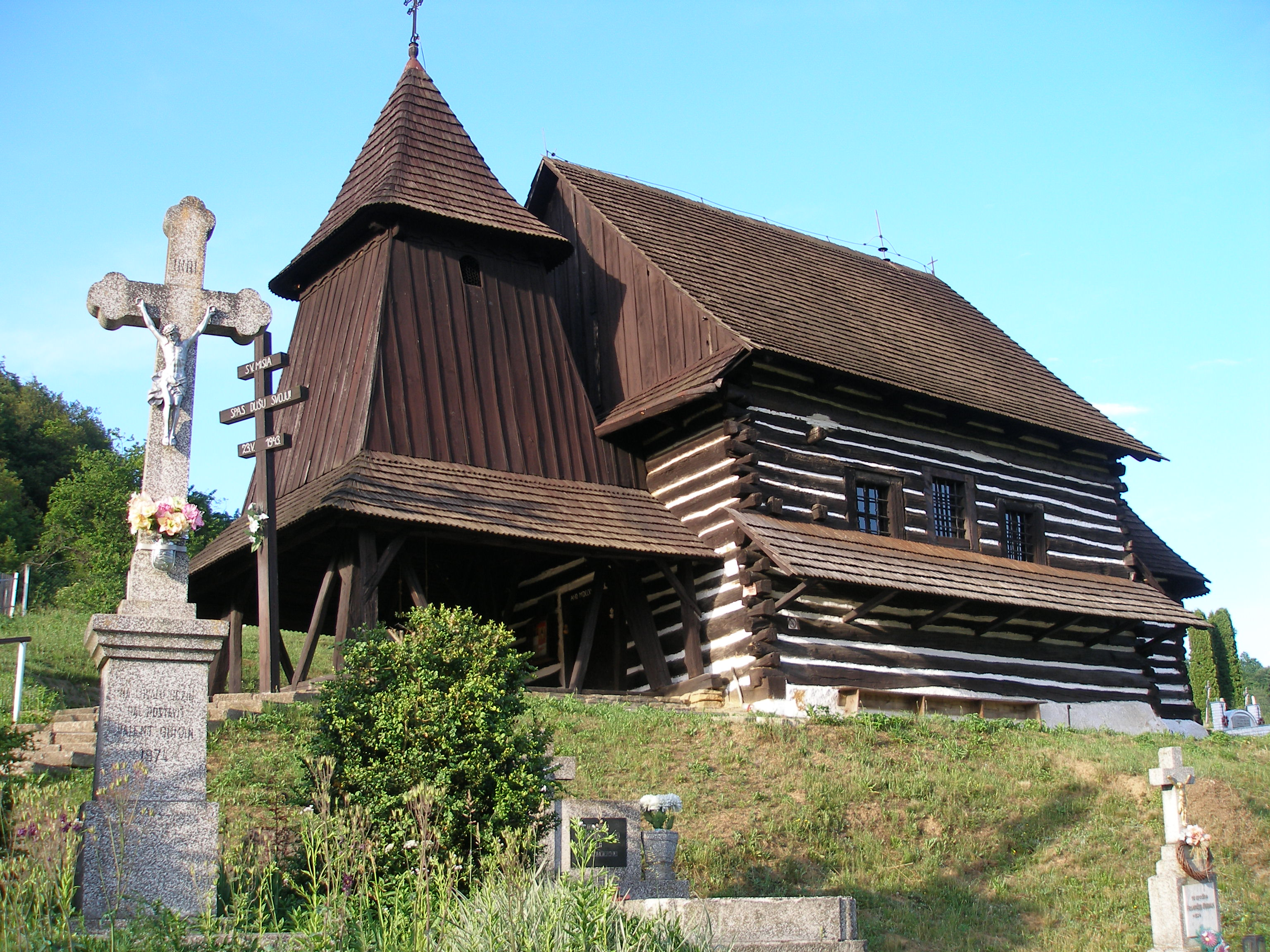
Русинская церковь святого Евангелиста Луки, Брежаны, Словакия

Католицизм в Словакии или Католическая церковь в Словакии является частью всемирной Католической церкви. Католицизм в Словакии представлен верующими Римско-католической и Словацкой грекокатолической церквей. Численность католиков в Словакии составляет около 4 миллионов человек (73 % от общей численности населения, из них — 68,9 % являются римокатоликами, 4,1 % — грекокатолики).

## История

### До XX века
Первые католические миссионеры начали прибывать на территорию нынешней Словакии в начале IX века из города Пассау, где располагалась основанная в 738 году католическая епархия. Христианизация Словакии полностью завершилась при миссионерской деятельности святых Кирилла и Мефодия во второй половине IX — начале X веков. Князь Ростислав, чтобы уменьшить влияние германского епископата на Великую Моравию, обратился в 861 году к Римскому папе с просьбой прислать в его княжество епископов, которые основали бы здесь собственную иерархию. Римский папа не ответил ему и тогда Ростислав обратился с подобной просьбой к византийскому императору Михаилу III, который послал в Великую Моравию Кирилла и Мефодия — двух монахов из Салоник. Мефодий основал в 880 году в Нитре первую католическую епархию на территории Словакии.
В 1000 году большая часть Словакии вошла в юрисдикцию северных венгерских епархий Эстергома и Эгера. В XI—XII веке вся территорию современной Словакии вошла в состав Венгерского королевства, оставаясь в его составе до 1918 года.

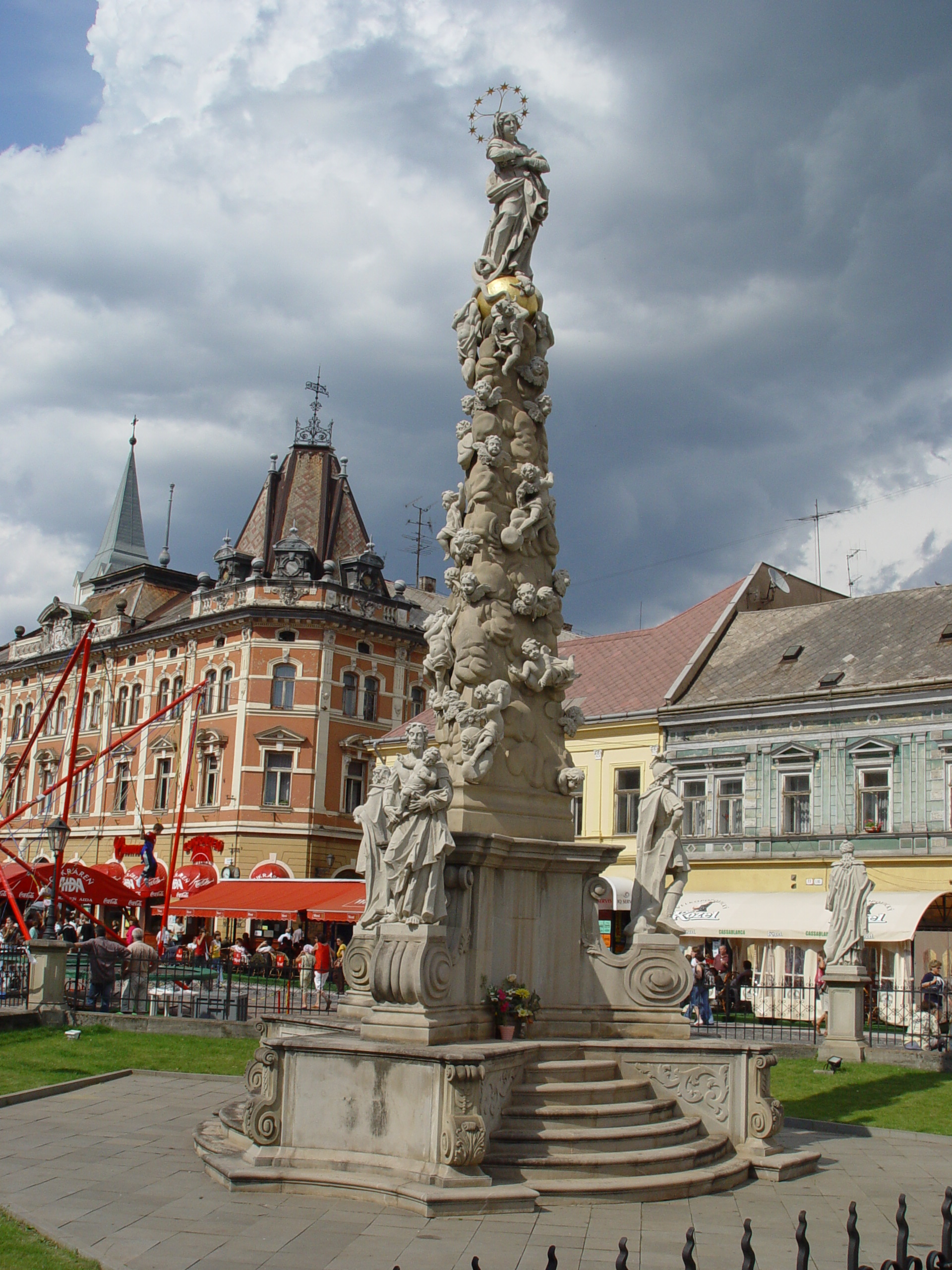
Чумной столб, Кошице

В XV веке в Словакии получило отзвук движение гуситов. Хотя оно потерпело поражение, но его влияние проявилось в появлении большого количества церковной литературы на старочешском языке. В 1467 году король Матьяш I Хуньяди основал в Пожони (совр. Братислава) католический университет, который среди прочего должен был противодействовать влиянию Пражского университета, который контролировали чашники (умеренные гуситы).
В XVI—XVII веках в Словакии возник конфликт между католиками и протестантами, который в основном носил яркий политический характер. Высшая аристократия поддерживала католическую династию Габсбургов, а низшее дворянство находилось под влиянием Венгерского Королевства, аристократия которого была протестантской. Результатом этой борьбы стали многочисленные посвящённые Пресвятой Деве Марии столбы, поставленные в знак избавления от эпидемии чумы и являющиеся исповеданием католической веры в святых (протестантизм отвергает почитание святых). C XVI века в Словакии распространились лютеранство, кальвинизм, а также движение богемских братьев. Контрреформация, проходившая в период правления императоров Рудольфа II и Фердинанда II, была довольно успешной — более 80 % словацких лютеран и кальвинистов вернулись в Католическую церковь.
В XVIII веке были основаны епархии в Банска-Быстрице (с подчинением архиепархии Эстергома), в Спише и Рожняве (с подчинением архиепархии Эгера). В начале XIX века была основана епархия Кошице, которая подчинялась венгерскому Эгеру. Епископы этих епархий были в основном венграми и немцами. В 1635 году кардинал Петер Пазмань основал католический университет в Трнаве.
В XIX веке в Прешове была основана первая мононациональная грекокатолическая епархия, состоящая из русинов. Первоначально она была связана с епархией Мукачева в Подкарпатской Руси, образуя с ней единую Церковь. Позднее грекокатолический Прешов отделился от Русинской католической церкви, образовав самостоятельную Словацкую грекокатолическую церковь.

### Чехословацкий период
После образования в 1918 году Чехословакии словацкие епархии находились в подчинении венгерских архиепархий, что приводило к конфликту между местным словацким населением и венгерскими священнослужителями, проводящими политику мадьяризации. Чехословацкое правительство в Праге проводило политику демадьяризации в Словакии, что приводило к конфликту с венгерской католической иерархией. Показательным примером этого конфликта стало отречение от кафедры епископов Нитры, Спиша и Бански-Быстрицы, которые эмигрировали в Венгрию.
В ответ на сложившуюся ситуацию Римский папа Бенедикт XV 13 ноября 1920 года назначил первых словацких епископов, которые были рукоположены́ в Нитре 13 февраля 1921 года апостольским нунцием Клементе Микара. Бенедикт XV также образовал апостольские администратуры в Трнаве, Рожняве и Кошице с прямым подчинением Святому Престолу.
2 февраля 1928 года между Чехословакией и Святым Престолом было подписано соглашение о создании первой независимой словацкой церковной провинции. В 1937 году Святой Престол провёл реорганизацию словацких епархий, ограничив их юрисдикцию границей между Австрией и Словакией.
14 марта 1939 года словацкий парламент единогласно проголосовал за независимость Словакии. Премьер-министром Словакии стал католический священник Иосиф Тисо, который 26 октября 1939 года стал Президентом Словакии. Йозеф Тисо проводил прогерманскую политику, издал указ от 9-го сентября 1941 года, согласно которому были репрессированы и уничтожены большинство словацких евреев.

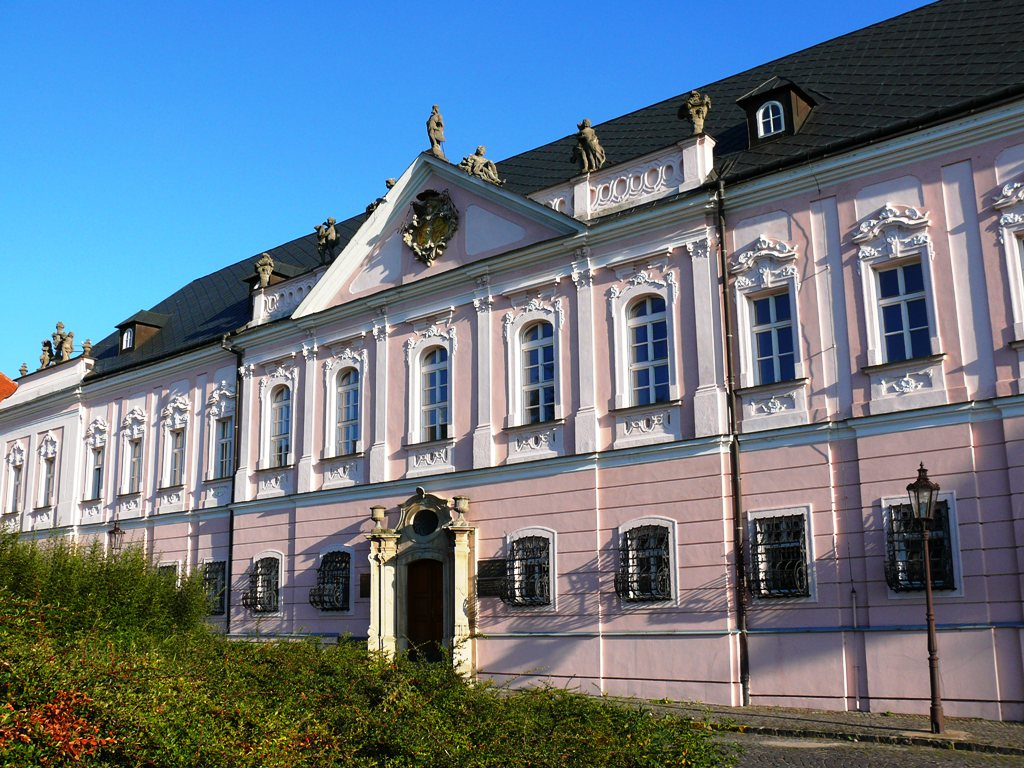
Католическая семинария в Нитре — единственная действующая семинария во времена коммунистической власти в Словакии

После Второй мировой войны и февральских событий к власти в Словакии пришли коммунисты, которые проводили антицерковную политику. Деятельность Католической церкви была сильно ограничена. Грекокатолики в 1950 году были присоединены к Московскому патриархату, который в 1951 году дал автокефалию Православной церкви в Чехословакии. Многие католические священнослужители были обвинены в антигосударственной деятельности и арестованы. Некоторые из них погибли в заключении — например, в тюрьме погиб грекокатолический епископ Прешова Павел Петр Гойдич, причисленный в 2001 году к лику блаженных.
Словацкая власть создала проправительственную католическую организацию Pacem in terris, с помощью которой она хотела управлять Католической церковью в Словакии. В ответ на это большая часть католических священнослужителей ушла в подполье, где продолжала свою активную деятельность. Святой Престол официально объявил кафедры словацких епархий вакантными, одновременно рукоположив подпольных епископов, которые управляли своими епархиями из подполья. Одним из представителей подпольных епископов был Ян Хризостом Корец, который после падения коммунистической власти в Словакии стал епископом Нитры и объявлен кардиналом.
В ходе Пражской весны генеральный секретарь ЦК КПЧ Александр Дубчек объявил о смягчении церковной политики и разрешении бывшим грекокатоликам, присоединённым к православию, вернуться в Католическую церковь. В Словацкую грекокатолическую церковь вернулись 205 из 292 присоединённых к православию приходов. После подавления Пражской весны новых репрессий против грекокатоликов не проводилось, Словацкая грекокатолическая церковь продолжала функционирование.
30 декабря 1977 года Святой Престол пошёл на частичное соглашение со словацкими властями. Римский папа Павел VI издал две апостольские конституции, которые касались ситуации в Словакии. Апостольская конституция Qui divino назначила архиепископа Эстергома апостольским администратором апостольской администратуры Трнавы. Вторая апостольская конституция Praescriptionum sacrosancti объявила о создании словацкой церковной провинции. Эти две апостольские конституции были публично объявлены 6 июля 1978 года пражским архиепископом кардиналом Франтишеком Томашеком в кафедральном соборе Трнавы.

## В настоящее время
Бархатная революция в Чехословакии привела к свободной деятельности Католической церкви в Словакии. После образования независимой Словакии в 1993 году Католической церкви была возвращена её собственность. 30 марта 1995 года папа Иоанн Павел II возвёл епархию Кошице в ранг архиепархии с суффраганными епархиями в Спише и Рожняве.
Иоанн Павел II трижды посещал Словакию с пастырским визитом в 1990, 1995 и 2003 годах.

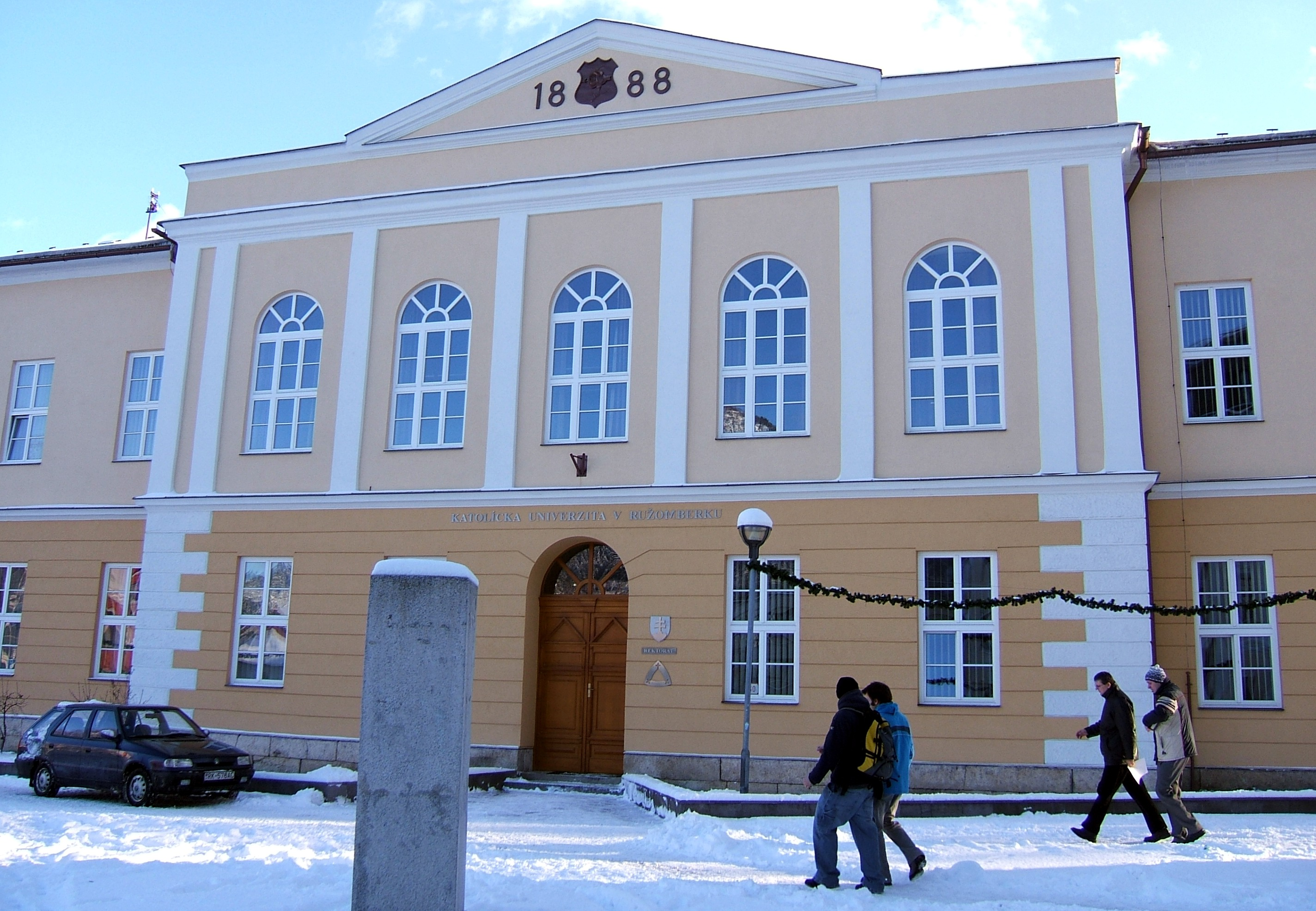
Католический университет в Ружомбероке, Словакия

10 мая 2003 года в городе Ружомбероке был открыт католический университет.
20 января 2003 года между Словакией и Ватиканом был подписан конкордат.
12 католических храмов Словакии в настоящее время обладают титулом Малой базилики, присвоенным им римским папой в ознаменование их исторической важности или значимости как паломнических центров.

## Церковная структура
В Словакии сегодня действует две римско-католические и одна грекокатолическая митрополии, восемь суффраганных архиепархий и епархий, военный ординариат. Централизованным органом управления является Конференция католических епископов Словакии.

### Римско-католическая церковь

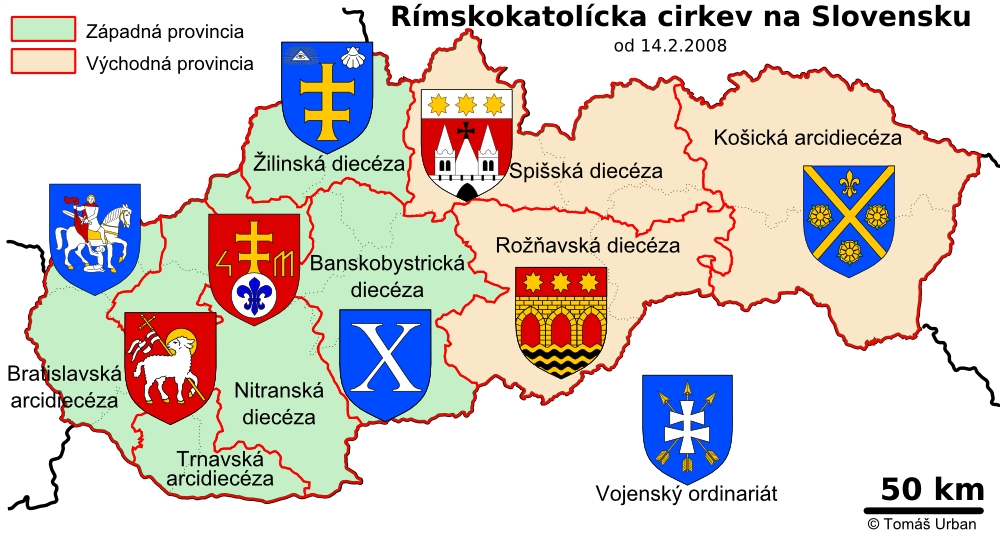
Римско-католические епархии в Словакии

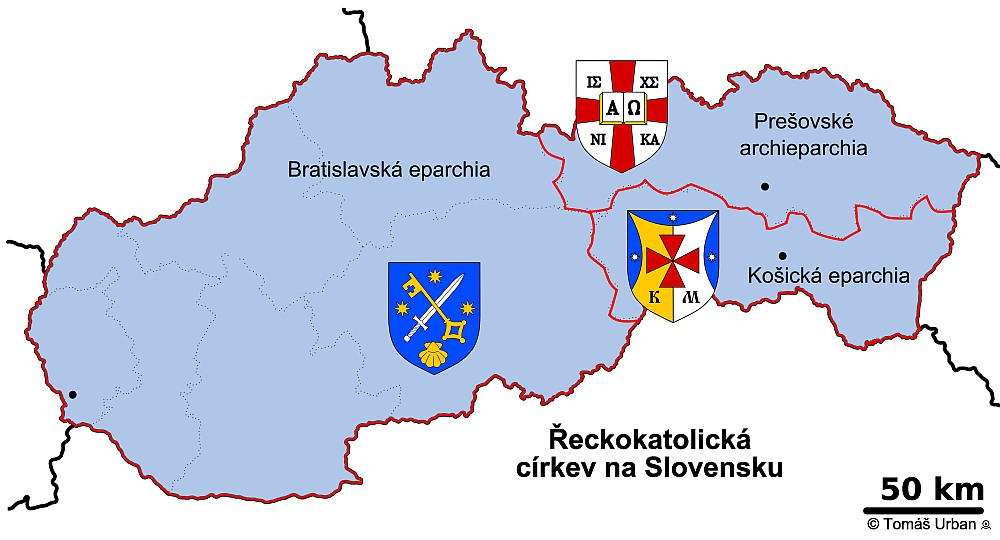
Грекокатолические епархии в Словакии

- Архиепархия Братиславы;
  - Архиепархия Трнавы;
  - Епархия Банска-Быстрицы;
  - Епархия Жилины;
  - Епархия Нитры.
- Архиепархия Кошице;
  - Епархия Рожнявы;
  - Епархия Спиша.
- Военный ординариат Словакии.

### Словацкая грекокатолическая церковь
- Архиепархия Прешова;
  - Епархия Братиславы;
  - Епархия Кошице.